# 大地沢信号場
大地沢信号場（おおちざわしんごうじょう）は、岩手県岩手郡雫石町御明神字シロミ沢地内にある、東日本旅客鉄道（JR東日本）田沢湖線の信号場である。
当信号場から盛岡方面が盛岡支社管轄となる。

## 歴史
- 1966年（昭和41年）10月20日：国鉄田沢湖線赤渕駅 - 田沢湖駅間に新設[1]。

## 構造

構内配線図（A:赤渕、B:田沢湖）

赤渕駅より田沢湖駅方向へ約6.6kmの地点にある2線を有する信号場。仙岩トンネル赤渕側出口付近に設置されている。周辺は豪雪地帯であるため、分岐器はスノーシェルターで覆われている。
本信号場は秋田新幹線の一部であり、新幹線を高速通過させるために1線スルー配線となっている。また、ATS-P採用区間であるため、安全側線は省略されている。待避線側には職員乗降用の短いホームが2ヶ所設置されており、各ホームに「おおちざわ」と書かれた内照式縦文字駅名標がある。

## 周辺
山間部に位置する。
- 仙岩トンネル

## 交通手段
赤渕駅より橋を渡り、林道を志戸前川・大地ノ沢に沿って約7km移動。冬季は豪雪地帯であるために危険が伴う。

## 隣の施設
東日本旅客鉄道（JR東日本）
■田沢湖線
赤渕駅 - 大地沢信号場 - 志度内信号場 - 田沢湖駅